# Locomotive (česká hudební skupina)
Locomotive (v překladu z angličtiny lokomotiva) je česká kapela z Českého Krumlova založená roku 1995 a hrající mix groove metalu, thrash metalu, death metalu a hardcoru. Předchůdkyní byla death metalová kapela Extraxe.
Debutové studiové album Locomotive I. vyšlo pod hlavičkou Dead Fish Production v roce 1997.

## Diskografie
Demo nahrávky
- Demo 1996 (1996)
- Promo 2002 (2002)

Studiová alba
- Locomotive I. (1997)
- Nejsme nic (2000)
- Ornament z pijavic (2003)
- Malleus Carnalis (2008)
- Digitální teror (2016)

EP
- Homo Sapiens (1998)

Videa
- Live in Bratislava (2006) – koncertní DVD